# Södra revet, Nykarleby
Södra revet är en ö i Finland.   Den ligger i den ekonomiska regionen  Jakobstadsregionen  och landskapet Österbotten, i den västra delen av landet, 400 km norr om huvudstaden Helsingfors. Arean är 0,11 kvadratkilometer.
Terrängen på Södra revet är mycket platt. Den sträcker sig 0,8 kilometer i nord-sydlig riktning, och 0,3 kilometer i öst-västlig riktning.